# BA-CA-TennisTrophy 2006
BA-CA-TennisTrophy 2006 — тенісний турнір, що проходив на кортах з твердим покриттям у місті Відень, Австрія з 9 жовтня . Належав до категорії ATP International Series Gold, був турніром серії Vienna Open 2006 року.

## Фінальна частина

### Одиночний розряд
Іван Любичич —  Фернандо Гонсалес 6–3, 6–4, 7–5

### Парний розряд
Петр Пала /  Павел Візнер —  Юліан Ноул /  Юрген Мельцер 6–4, 3–6, [12–10]